# Helvetia (Goldmünze)
| Helvetia            | Helvetia                                  |
| ------------------- | ----------------------------------------- |
| Nennwert:           | CHF 20                                    |
| Metall:             | 90 % Au, 10 % Cu                          |
| Feingewicht:        | 5,807 g                                   |
| Raugewicht:         | 6,452 g                                   |
| Durchmesser:        | 21 mm                                     |
| Dicke:              | 1,25 mm                                   |
| Rand:               | Prägung, Dominus Providebit und 13 Sterne |
| Prägejahre:         | 1883–1896                                 |
| Vorderseite         |                                           |
|                     |                                           |
| Motiv:              | Eidgenössisches Wappen mit Lorbeerkranz   |
| Rückseite           |                                           |
|                     |                                           |
| Motiv:              | Helvetia                                  |
| Datum des Entwurfs: | 1883                                      |

Die Goldmünze Helvetia ist der Vorgänger des Goldvrenelis, der bekanntesten Goldmünze der Schweiz. Die 20-Franken-Münze wurde von 1883 bis 1896 geprägt. Die Gesamtauflage betrug 1'750'050 Exemplare.
Die Münze wiegt rund 6,452 Gramm und besteht aus 900/1000 Gold, der Feingoldgehalt liegt bei rund 5,807 Gramm oder 0,187  Unzen. Der Durchmesser beträgt 21 Millimeter. Die Münze entsprach damit den Normen der  lateinischen Münzunion.

## Jahrgänge und Auflagen der 20-Franken-Helvetia
| 1883 | 250'000 | 1889 | 100'000 | 1893 | 100'000 |
| 1886 | 250'000 | 1890 | 125'000 | 1894 | 120'600 |
| 1887 | 176     | 1891 | 100'000 | 1895 | 200'000 |
| 1888 | 4224    | 1892 | 100'000 | 1896 | 400'000 |

Von den Jahrgängen 1893 und 1895 wurden zusätzlich 25 Stück (1893) und 19 Stück (1895) aus Gondogold geprägt. Deren Gold stammt aus dem einstigen Goldbergwerk in Gondo, Kanton Wallis. Die Gondoprägungen sind an ihrer helleren Farbe zu erkennen, da die Legierung im Gegensatz zu den normalen Prägungen Silber enthält. Ausserdem ist bei diesen Münzen ein kleines Kreuz in die Mitte des Schweizerkreuzes eingepunzt. Diese Variante der Helvetia gilt mittlerweile als sehr selten. Am 4. Mai 2009 wurde eine auf einer Münzauktion in Zürich für 68'000 Franken versteigert. Die Schweizer Grossbank UBS erstand die Münze im Auftrag eines anonymen Kunden.